# Nationalpark Appennino Tosco-Emiliano
Nationalpark Appennino Tosco-Emiliano (italiensk Parco nazionale dell'Appennino Tosco-Emiliano) er en nationalpark i det nordlige og centrale Italien, beliggende i hjertet af et område kendt for kunsthåndværk. Den blev grundlagt i 2001, og omfatter arealer i provinserne Massa-Carrara, Lucca, Reggio Emilia og Parma. I juni 2015, fik nationalparken status som som UNESCO biosfærereservat.

## Geografi
Parkens område omfatter bjergene mellem Cisa- og Forbici passene. De skovklædte bjergkamme adskiller regionerne Toscana fra Emilia. Nationalparken er ikke langt fra Cinque Terre og Nationalparken Foreste Casentinesi, Monte Falterona og Campigna.
Området er domineret af bjergene Alpe di Succiso, Monte Prado og Monte Cusna (over 2.121 moh.), søer, og alpin tundra. I Emilia, Pietra di Bismantova domineres landskabet af lodrette klippevægge. Nationalpark Appennino Tosco-Emiliano har en bred vifte af miljøer, der spænder fra engområder og blåbærmoser til de mest utilgængelige bjergtoppe, og den rummer søer, vandfald, bjergbække. Vilde dyr som ulv, the muflon, rådyr, kongeørn, og mange sjældne plantearter findes i parken.